# Dora Pejačević
Maria Theodora Paulina Sophie von Lumbe, poznata kao Dora Pejačević (Budimpešta, 10. rujna 1885. – München, 5. ožujka 1923.), bila je hrvatska skladateljica i violinistica, rodom iz slavonske grofovske obitelji Pejačević.

## Životopis
Dora Pejačević rođena je u Budimpešti 1885. godine. Kći je hrvatskog bana, grofa Teodora Pejačevića i mađarske barunice Lille Vay de Vaya, školovane pjevačice i pijanistice. I njezin djed Ladislav Pejačević bio je ban 
Trojedne Kraljevine Hrvatske, Slavonije i Dalmacije, od 1880. do 1883. godine. 
Dora svoje prve glazbene poduke i opće obrazovanje stječe u roditeljskom domu kroz poduke privatnih učitelja. Glazbu je počela učiti kao dijete kod mađarskog orguljaša Károlya Noszede koji je ljeti dolazio u Našice. Svoje prve radove Dora stvara u dobi od dvanaest godina. Po navršenoj četrnaestoj godini, počinje se ozbiljno baviti glazbom, te od 1902. do 1905. godine boravi u Zagrebu gdje privatno uči glasovir, violinu i istrumentaciju. Istodobno se bavi skladanjem manjih klavirskih opusa, kao što su Canzonette op. 8, Život cvijeća op. 19, Šest stavaka za klavir i Maštanje. U šesnaestoj godini života skladala je Žalosnu koračnicu.
Kada se obitelj zbog banske obveze Dorinog oca preselila u Zagreb (1903. – 1907.), Dora je nastavila školovanje privatno kod nastavnikâ glazbene škole Hrvatskoga glazbenog zavoda (Ciril Junek, Dragutin Kaiser, Vaclav Huml). Kada su roditelji shvatili da njezine sklonosti za glazbu prelaze uobičajene okvire mladenačke razbibrige aristokratskih djevojaka, omogućili su joj uoči Prvoga svjetskog rata usavršavanje u Dresdenu. Privatno glazbeno školovanje nastavila je u Dresdenu kod Percyja Sherwooda, kod Waltera Courvoisiera (kompozicija), te Henria Petria (violina) u Münchenu. No, ona nigdje nije kontinuirano učila glazbu dulje vrijeme, pa se može ustvrditi da je u velikoj mjeri samouka, a umjetnički talent prije svega razvijala je kroz kontakte s vodećim osobnostima svoga doba. Među njezinom “braćom po duhu” našli su se tako pijanistica Alice Ripper, likovna umjetnica Clara Rilke-Westhoff, književnica Anette Kolb, Rainer Maria Rilke, Karl Kraus i druge istaknute osobnosti europske kulturne scene toga doba.
Bila je pretplaćena na Krausov časopis Die Fackel (Baklja) i živo zainteresirana za socijalne probleme svojega doba. Vlastiti je umjetnički senzibilitet razvijala pod utjecajima intelektualnih svjetova Wildea, Ibsena, Dostojevskog, Manna, Schopenhauera, Rilkea, Kierkegaarda, Krausa i Nietzschea, čija je djela između ostalih zabilježila u svom, naslovima, uistinu nesvakidašnje bogatom dnevniku pročitanih knjiga. 
Iznimna crta njezina stvaralačkog rada bilo je stalno traženje dubljih dimenzija, što je dijelom rezultat njezina intenzivnog čitanja i istraživanja kojima je širila svoje duhovne obzore. U njezinoj ostavštini pronađen je Dnevnik pročitanih knjiga gdje je uz precizne podatke o pročitanoj literaturi unosila i komentare na pročitane tekstove, te također ostavila popis knjiga koje je još namjeravala pročitati. Dnevnik obuhvaća razdoblje od 1902. do 1921. godine, tijekom kojeg je pročitala 470 knjiga iz književnosti, filozofije, glazbe, religije, povijesti i prirodnih znanosti.
Izražavala je otvorenost prema ljudima, bez obzira na društvenu pripadnost, i nerijetko kritizirala vlastiti stalež, neprestano naglašavajući potrebu za radom i odbacivanjem površnog i lagodnog životnog stila.
U pismu svojoj prijateljici Rosi Lumbe-Mladota, 1920. godine, kaže: “Ne razumijem kako se može živjeti bez rada… No, istina je da ne držim s pripadnicima moje klase; u svemu želim sadržaj i vrijednost, i ni forme ni tradicija ni rodoslovlja ne mogu mi nasuti pijesak u oči...”. U njezinu je stvaralačkom procesu rad poput disanja, uporno je dotjerivala rukopise i ispisivala partiture vlastitom rukom. Kao da joj je život namijenio zadaću kojoj je posvećivala sve vrijeme, snagu i pažnju, skromno i nenametljivo, kao i priroda koja joj je bila vječna inspiracija. Skladatelj koji će je fascinirati do kraja života bio je Richard Wagner, pa je sebe nazivala “vagnerijankom”, a elementi Wagnerove harmonije u njezinoj ljubavnoj lirici vidljivi su u prvom dijelu njezina zrelog stvaralaštva.
U Hrvatskoj je Dora Pejačević obitavala u obiteljskom dvorcu u Našicama, ali su je česta putovanja vodila i u velike europske kulturne centre poput Budimpešte, Münchena, Praga i Beča u kojima je znala boraviti duže vrijeme. 
U jesen 1921. godine u Našicama je svečano proslavljeno Dorino vjenčanje s austrijskim plemićem Ottomarom von Lumbe, bratom Dorine prijateljice Rose Lumbe. Od prosinca iste godine skladateljica sa suprugom živi u Münchenu. Porod prvog djeteta, u relativno kasnoj životnoj dobi, bio je za nju koban. Umire od puerperalne sepse 5. ožujka 1923. godine u münchenskoj klinici za ženske bolesti i porode. 
Pismo suprugu, pisano nekoliko mjeseci prije kraja, tragično je obilježeno slutnjom skore smrti. Citat iz tog pisma govori i o njezinim naprednim razmišljanjima: 
“Neka Bog dade da Ti naše dijete (ako bih Ti ga ostavila) bude na radost – da postane istinski, otvoren, veliki Čovjek-; utri mu putove, no ne sprečavaj ga nikada da spozna patnju koja oplemenjuje dušu, jer će samo tako postati čovjek. Pusti ga da se razvije poput biljke, a ako bi posjedovao veliki talent pruži mu sve što može služiti njegovu poticanju; prije svega daj mu slobodu, tamo gdje je bude zahtijevalo. Jer zbog ovisnosti o roditeljima, rođacima, slama se mnoga nadarenost – to znam iz vlastitog iskustva – i zato postupaj jednako bude li se radilo o djevojčici ili dječaku”.
Iza nje ostao je popis želja u njezinom Dnevniku pročitanih knjiga, ostale su skice za glazbena djela. Nakon smrti Dora je privremeno pokopana u Münchenu. Nakon dva mjeseca (po njezinoj želji) njezini posmrtni ostaci preneseni su u Našice. Lijes je preko noći bio položen u franjevačkoj crkvi, a drugog dana, 5. svibnja 1923. godine održan je svečani Requiem. Pjevalo je Hrvatsko pjevačko društvo Lisinski iz Našica, a na orguljama je svirana Žalosna koračnica, koju je skladala Dora. Raskorak s vlastitom klasom, pa i obitelji, iskazuje se i u njezinoj usmenoj želji – da počiva u odvojenom grobu, u zemlji, izvan obiteljske grobnice u kripti Crkve Uzašašća Gospodnjega (Kapela obitelji Pejačević) u Našicama koju je obitelj podigla 1881. godine po nacrtima Hermana Bollea.
Za života, osim u Hrvatskoj, njezina su djela vrlo često izvođena u inozemstvu (London, Dresden, Budimpešta, Stockholm, Beč, München i dr.) u interpretaciji glasovitih svjetskih glazbenika njenog doba kao što su pijanisti Walther Bachmann, Svetislav Stančić i Alice Ripper, violinisti Joan Manén, Václav Huml i Zlatko Baloković, dirigenti Oskar Nedbal i Edwin Lindner, te ansambli Thomán trio, Hrvatski gudački kvartet, Zagrebačka filharmonija, Wiener Tonkünstlerorchester te Dresdenska filharmonija.
Iza Dore Pejačević ostalo je 58 opusa s područja orkestralne, vokalno-instrumentalne, komorne i glasovirske glazbe. Među njima se posebno ističu četiri pjesme za ženski glas i orkestar (Verwandlung op. 37b, Liebeslied op. 39, Zwei Schmetterlingslieder op. 52), Tri pjesme op. 53 na tekstove F. Nietzschea, niz glasovirskih minijatura, Glasovirski kvintet u h-molu op. 40, Gudački kvartet u C-duru op. 58, Simfonija u fis-molu op. 41, Koncert u g-molu za glasovir i orkestar op. 33, Phantasie concertante u d-molu za glasovir i orkestar op. 48 te Sonata za glasovir u As-duru op. 57.
»Mnogostruko nadarena, povremeno i sama literarno aktivna, Pejačevićeva prvenstveno živi u glazbi i za glazbu«. (K. Kos). Po kasnoromantičnom idiomu, obogaćenom impresionističkim harmonijama, ekspresionističkim izražajnim sredstvima i bogatim orkestralnim bojama, Dora Pejačević pravo je dijete europskog fin-de-sièclea i njezin rad razvijao se usporedo s europskim modernističkim kretanjima u literaturi i Jugendstilom u vizualnim umjetnostima. Skladateljičine zrele opuse u podjednakoj mjeri određuje oduševljenje glazbom Johannesa Brahmsa i Richarda Wagnera, ali i majstorsko, virtouzno ovladavanje instrumentima za koje sklada. 
“...hipersenzibilna priroda, poput seizmografa reagirala je na najfinije poticaje. Priroda, književnost, emotivna stanja, sve to stvara posebnu stvaralačku napetost koja se oslobađa u nastanku djela” (K. Kos), u - po skladateljičinim riječima - »transu glazbene opsjednutosti«. U posljednjim dovršenim opusima Dore Pejačević zrcali se intenzivni glazbeni razvoj koji smrt naprasito prekida u njegovom najljepšem cvatu: u njima otkrivamo tragove svjesne potrage za vlastitim izražajem i glazbenim jezikom, i nalazimo izvornu, duboko proživljenu i formalno majstorski oblikovanu glazbu. Zajedno s nekolicinom glazbenika svoje generacije, u kojoj su po visokim umjetničkim dometima svojih opusa prednjačili Josip Hatze i Blagoje Bersa, Dora Pejačević je »otvorila nove obzore hrvatske glazbe i u njoj uspostavila nove standarde profesionalizma«. (K. Kos). 
Romantičnu glazbu mladosti kasnije je zamijenila novim glazbenim izričajima koji odgovaraju vremenu u kojem je živjela, turbulentnim ratnim godinama i revolucionarnim promjenama 20-ih godina prošlog stoljeća, koje se u njezinoj glazbi očituju kroz impresionističke i ekspresionističke elemente i harmonije.
Godine Prvog svjetskog rata, u kojem je i sama sudjelovala kao bolničarka, ostavljaju neizbrisive tragove u njezinu radu, povlači se u vlastiti svijet i traži nove skladateljske puteve. Plod tih nastojanja su ciklusi solo pjesama i pjesama za glas i orkestar na stihove Karla Krausa, Rainera Marie Rilkea i Friedricha Nietzschea, koji donose drugačiju stvaralačku estetiku, prožetu simbolikom smrti, samoće, besmislenosti ratovanja. To su prvi primjerci Nietzscheove poezije skladani kod nas.
Njezina glazba vođena filozofskim i književnim poticajima s jedne strane i vlastitim svijetom emocija i doživljajem prirode s druge strane, prenosila je široku skalu izražajnosti: elegičnost, dramatiku, svečano-ozbiljan ugođaj ili plesnu razigranost.
O svom je stvaralaštvu napisala: “Zapravo sam samo tjelesno ovdje, sve što u sebi osjećam kao življenje i doživljavanje lebdi iznad prisutnoga i vidljivoga i u nekoj dubokoj i lijepoj beskonačnosti vidim u zrcalu svoga osjećanja pokretačke snage u liku ljubljenih bića i tisuće sjećanja izranja poput vodencvjetova na glatkoj površini jezera. U tu beskonačnost osjećaje slijede i misli i tamo promišljam svoje najbolje, jer sve što je dobro i veliko izrasta iz ljubavi. Odlebdjevši u taj najnevidljiviji svijet najosobnije unutarnjosti, postajem tek tada posvema svoje Ja, i to Ja, koje se tada u toj nebeski dalekoj skrovitosti osjeća previše ispunjeno sobom samim, traži izraz, traži odterećenje od toga visokog duševnog pritiska, koji je sam po sebi neka vrsta oduševljenja – i to se oslobođenje ostvaruje kada nastaje skladba!”.
“Dostojanstvena, tiha, povučena; puna odlučnosti, snage i želje za radom. Dani joj prolaze u upijanju najdivnijih dojmova, koje daje stoljetna slavonska šuma, zlato zrelog žita i modrilo uztalasanog lana: mramorni Pan među lišćem breza i borova, i spektralno obojene kapljice vodoskoka. U njoj se razvija dragocjeni osjećaj ljepote, to izvorno vrelo svake umjetnosti”.
U Hrvatskome povijesnom muzeju, unutar zbirke slika, grafika i skulptura čuva se njezina posmrtna maska.

## Djela i koncerti

### Vokalne skladbe
- Solo pjesme
- Ein Lied, op. 11, 1900. (Paul Wilhelm)
- Warum?, op. 13, 1901. (Dora Pejačević)
- Ave Maria, op. 16 za glas, violinu i orgulje, 1903.
- Sieben Lieder, op. 23, 1907. (W. Wickenburg-Almásy)
- Zwei Lieder, op. 27, 1909. (W. Wickenburg-Almásy i Ernst Strauss)
- Vier Lieder, op. 30, 1911. (Anna Ritter)
- Verwandlung, op. 37a za glas, orgulje i violinu, 1915. (Karl Kraus)
- Mädchengestalten, op. 42, 1916. (Rainer Maria Rilke)
- An eine Falte, op. 46, 1918. (Karl Kraus)
- Drei Gesänge, op. 53, 1920. (Friedrich Nietzsche)
- Zwei Lieder, op. 55, 1920. (Karl Henckell i Ricarda Huch)
- Tri dječje pjesme, op. 56, 1921. (Zmaj Jovan Jovanović)
- Pjesme za glas i orkestar
- Verwandlung, op. 37b, 1915. (Karl Kraus)
- Liebeslied op. 39, 1915. (Rainer Maria Rilke)
- Zwei Schmetterlingslieder, op. 52, 1920. (Karl Henckell)

### Glasovirske skladbe
- Berceuse, op. 2, 1897.
- Gondellied, op. 4, 1898.  Arhivirana inačica izvorne stranice od 17. veljače 2021. (Wayback Machine)
- Chanson sans paroles, op. 5, 1898.
- Papillon, op. 6, 1898.
- Menuette, op. 7, 1898.
- Impromptu, op. 9a, 1899.
- Chanson sans paroles, op. 10, 1900.
- Albumblatt, op. 12, 1901.
- Trauermarsch, op. 14, 1902.
- Sechs Phantasiestücke, op. 17, 1903.
- Blumenleben, op. 19, 1904. – 1905.
- Berceuse, op. 20, 1906.
- Valse de concert, op. 21, 1906.
- Erinnerung, op. 24, 1908.
- Walzer-Capricen, op. 28, 1910.
- Vier Klavierstücke, op. 32a, 1912.
- Impromptu, op. 32b, 1912.
- Sonata u b-molu, op. 36, 1914.
- Zwei Intermezzi, op. 38, 1915.
- Zwei Klavierstücke, op. 44, 1918.
- Blütenwirbel, op. 45, 1918.
- Capriccio, op. 47, 1919.
- Zwei Nocturnos, op. 50, 1918., 1920.
- Humoreske und Caprice, op. 54, 1920.
- Sonata u As-duru, op. 57 (u jednom stavku), 1921.

### Komorne skladbe
- Reverie za violinu i glasovir, op. 3, 1897.
- Canzonetta za violinu i glasovir, op. 8, 1899.
- Impromptu za glasovirski kvartet, op. 9b, 1903. (preradba glasovirskog opusa 9a)
- Trio u D-duru za violinu, violončelo i glasovir, op. 15, 1902.
- Menuett za violinu i glasovir, op. 18, 1904.
- Romanze za violinu i glasovir, op. 22, 1907.
- Kvartet u d-molu za violinu, violu, violončelo i glasovir, op. 25, 1908.
- Sonata u D-duru za violinu i glasovir, op. 26, 1909.
- Trio u C-duru za violinu, violončelo i glasovir, op. 29, 1910.
- Gudački kvartet u F-duru, op. 31, 1911. (izgubljen)
- Elegie za violinu i glasovir, op. 34, 1913.
- Sonata u e-molu za violončelo i glasovir, op. 35, 1913.
- Kvintet u h-molu za 2 violine, violu, violončelo i glasovir, op. 40, 1915. – 1918.
- Sonata u b-molu za violinu i glasovir, op. 43, Slavenska, 1917.
- Méditation za violinu i glasovir, op. 51, 1919.
- Gudački kvartet u C-duru, op. 58, 1922.

### Orkestralne skladbe
- Koncert u g-molu za glasovir i orkestar, op. 33, 1913.
- Simfonija u fis-molu za veliki orkestar, op. 41, 1916. – 1917. (rev. 1920.)
- Phantasie concertante u d-molu za glasovir i orkestar, op. 48, 1919.
- Ouvertura u d-molu za veliki orkestar, op. 49, 1919.[5]

### Koncerti
- 10. veljače 1920. godine, Dresden praizvedba, Simfonija u fis-molu op. 41, pod ravnanjem Edwina Lindner
- Ožujak 2019. godine, Simfonija u fis-molu pod ravnanjem australsko-britanske dirigentice Jessica Cottis našla je mjesto i na programu Malezijske filharmonije na koncertima kojima su Malezijci obilježavali Dan žena.
- 26. studenoga 2021. godine, londonski Barbican, Simfonijski orkestar BBC-ja, pod ravnanjem svog šefa dirigenta Sakarija Orame Klavirski koncert u g-molu, op. 33 te Simfonije u fis-molu, op. 41.[6]
- 2. veljače 2022. Leipzig i Gewandhaus orkestar pod ravnanjem latvijskog maestra Andris Nelsons, Simfonija u fis-molu op. 41
- 9. srpnja 2022. godine, glazbenici Marie-Laure Garnier (sopran), Raphaëlle Moreau (violina), Alexandre Pascal (violina), Léa Hennino (viola), Héloïse Luzzati (violončelo) i Célia Oneto Bensaid (glasovir), izvest će Sonatu u b-molu, op. 43, pjesme za glas i glasovir (Mädchengestalten, op. 42 i Verwandlung, op. 37a) te Glasovirski kvintet u h-molu, op. 40. Svojevrsnu praizvedbu doživjet će i Impromptu op. 9b, u sastavu za glasovirski kvartet koji je Muzički informativni centar objavio 2021. godine.

Simfonija Dore Pejačević izvedena je i u Varšavi i Katowicama i to u izvedbi Nacionalnog simfonijskog orkestra Poljskog radija Katowice pod ravnanjem Ane Tali.

### Filmovi i serije o Dori
Godine 1993. snimljen je film Kontesa Dora (1993.) prema istoimenoj seriji u 6 nastavaka iz 1991. godine.
Godine 2022. očekuje se premijera dokumentarnog filma "Dora Pejacevich - Flucht in die Musik". Redatelji ovog dokumentarnog filma su pijanistica Kyra Steckeweh i Tim van Beveren.

## Vanjske poveznice
- O Dori
- Zavičajni muzej Našice, spomen soba Dore Pejačević
- http://www.mic.hr/skladatelji/dora/records/  Arhivirana inačica izvorne stranice od 16. listopada 2009. (Wayback Machine) Stranice Muzičkog informativnog centra posvećene Dori Pejačević
- Gondellied Op.4 (Dora Pejacsevich)  Arhivirana inačica izvorne stranice od 17. veljače 2021. (Wayback Machine)
- http://www.dorapejacevic.com/  Arhivirana inačica izvorne stranice od 19. srpnja 2009. (Wayback Machine) "Tajni svijet Dore Pejačević", vokalni opus Dore Pejačević